# Первая авиационная неделя в Казани
Первая авиационная неделя в Казани — праздничные показательные полёты самолётов, проходившие 8—16 сентября 1910 года. Местом их проведения стал ипподром Казанского общества поощрения коннозаводства, находившийся к югу от города, вдоль Оренбургского тракта.
В первой авиационной неделе в Казани выступили три авиатора — россияне Александр Васильев и Виссарион Кебуров, а также француз Леон Летор. Они прибыли сюда из Нижнего Новгорода в рамках турне по городам России.

Казанские краеведы, опираясь на публикации газет того времени, отмечают большое количество людей, собравшихся на ипподроме в первый день полётов, но расходятся в определении точной даты этого события — 8 сентября (Лев Жаржевский) или 9 сентября (Георгий Милашевский, Рашид Ибрагимов).
Краевед Лев Жаржевский, основываясь на газетных сообщениях того времени, изложил это событие следующим образом:
«Первым человеком, поднявшим в казанское небо самолёт, был французский авиатор Леон Летор, впоследствии известный авиаконструктор. Это случилось на первой казанской „авиационной неделе“ — показательных выступлениях лётчиков — в четвёртом часу дня 8 сентября 1910 года. Леон Летор пилотировал самолет Блерио V. Однако полёт француза был неудачным. Сделав два круга над ипподромом на высоте около 40 метров, самолёт совершил стремительный спуск у Оренбургского тракта. Аэроплан разбился. Авиатор, к счастью, отделался лишь ушибами. Чуть спустя, в кабину другого самолёта — Блерио XI с мотором „Гном“ — садится Александр Алексеевич Васильев, наш земляк, выпускник юридического факультета Казанского университета и „кандидат на судебные должности“ Казанского окружного суда. Аэроплан совершил 9 кругов за 19 с половиной минут и сел в центре ипподрома у самых трибун. Третьим участником полётов Казанской авиационной недели был Виссарион Кебуров (Кебурия). Кстати, ипподром в то время находился напротив нынешнего военного училища.»
Газета «Казанскій Телеграфъ» так описывала атмосферу авиационного праздника и сам полёт Александра Васильева:
«Играет военный оркестр… Пёстро, оживлённо и шумно. На всех лицах оттенок какого-то необычного любопытства и волнения. Но вдруг всё смолкло. Перед трибунами проводят моноплан „Блерио“… Удачно поднявшись на высоту 150—200 метров, он удивительно уверенно и красиво плавал над ипподромом, описывая то большие, то меньшие круги, меняя направление, удаляясь и приближаясь к трибунам, и с шумом пролетал над ними, точно огромная быстрокрылая птица. Гром рукоплесканий всей многотысячной толпы сопровождал Васильева во время его полёта, продолжавшегося 20 минут. Мастерски выполненный спуск увенчал блестящий воздушный манёвр молодого русского авиатора. Не успел красавец-моноплан коснуться земли, как публика со всех мест рванулась к нему и при восторженных аплодисментах подхватила Васильева и на руках донесла до ангара…».
По итогам этих событий был снят кинофильм «Казанская авиационная неделя», который с 5 по 10 октября 1910 года демонстрировался в городском кинотеатре «Аполло».

## Фильмография
- Казанская авиационная неделя (Полёты авиаторов в Казани). Хроника, мтр. неизв. Выпуск кинотеатра «Аполло»: 5/X 1910. Съёмки (8—16/IX) С. Ю. Эйгера полётов авиаторов А. А. Васильева, В. С. Кебурова, Леона Летора и Лафона на ипподроме Казанского общества поощрения коннозаводства (Сине-Фоно. — 1910. — № 2. — С. 17, 26; Камско-Волжская речь. — 1910. — № 578. — 5/X, 1).